# 所得替代率
所得替代率（Income replacement ratio），指退休後平均每月可支配金額與退休前的每月薪資的比例。退休後每月收入是否能維持生活水準，看的就是所得替代率如何。當所得替代率越高，則退休後的生活水準也越高。
而對於所得替代率，包含許多的政府官員及民意代表，都會將名詞定義錯誤，甚至導致民眾觀點有誤。
根據中華民國考試院文官制度與專技考試詞彙定義：所得替代率的計算，而是要以“一般是以所得替代率為衡量標準。換言之，維持一定的所得替代率，就是退休人員每月收入是否能維持其一定的生活水準之關鍵。所得替代率越高，代表退休生活水準也越高，通常因為退休者不再有提撥各項準備及撫養子女的需求，故欲維持退休前生活品質，一般歐美國家以所得替代率應介於6成至7成間為佳，例如退休前月薪為10萬元，預計退休後每月可領月退休金6至7萬元，則退休後之生活水準，除去不再有提撥各項準備及撫養子女的需求，約可維持原就業時的水準。”作為基準點。

## 所得替代率的收入來源
世界銀行提出建議，老年經濟安全的三種保障來源。
1. 法定公共年金，以政府稅收或法定收入為基儲，提供最基礎的經濟保障。
2. 法定私營年金，通常又稱為職業年金，為企業為勞工提撥，或勞工在職時按收入預先繳交，退休後選擇一次性領取或是按月領取。
3. 個人儲蓄準備，例如儲蓄型保險，此為依個人意願自由向各保險公司投保，依各保險公司的投保契約內容，保障範圍也有所不同。

## 歷史
《禮記·曲禮上》記「大夫七十而致仕」。宋太宗時「朝廷之制，七十致仕」，宋朝官員七十歲可告老還鄉，每月退休金是原來俸祿的一半。作出特殊貢獻者，文臣自承務郎（九品）以上，武官從三班使臣（九品）以上，退休後均可享受全俸養老。